# 비르데 볼터
비르데 볼터(Birthe Wolter, 1981년 10월 4일 ~ )는 독일의 배우이다.

## 출연 작품
- 베른의 기적